# Словенцы в Италии
Словенцы в Италии — крупнейшее автохтонное этническое меньшинство, проживающее на территории современной республики Италия с VII века и насчитывающее, по разным оценкам, от 60 до 90 тысяч человек.
Компактно проживают в провинциях Триест, Гориция и Удине на востоке автономного региона Фриули-Венеция-Джулия, близ границы с республикой Словения. В местах своего компактного проживания в Италии (Венецианская Словения) этнические словенцы пользуются особыми правами с 1975 года (Озимский договор). Проживают дисперсно также и в других регионах Италии, где подобных прав на получение образования и государственных услуг на родном языке они не имеют. В целом, даже в местах компактного проживания словенцев задача сохранения словенского языка и культуры продолжает оставаться довольно сложной, что связано с давлением со стороны государственного (итальянского) языка. В то же время на уровне некоторых муниципалитетов в последние годы произошли некоторые положительные сдвиги.